# São Bernardo (1889-1938)
São Bernardo foi um antigo município do estado de São Paulo. Em 1889, a freguesia de São Bernardo se emancipa de São Paulo, tornando-se um município que abrangia todo o território da "Região do Grande ABC". Com uma área de área de 825 km², o território correspondia aos atuais municípios de Santo André, São Bernardo do Campo, São Caetano do Sul, Diadema, Mauá, Ribeirão Pires e Rio Grande da Serra. 
Ao longo das décadas seguintes, vários distritos foram criados no município de São Bernardo, maioria dos quais dariam origem a atuais cidades da região: em 1896, o distrito de Ribeirão Pires; em 1907, o distrito de Paranapiacaba; em 1910, o distrito de Santo André; em 1916, o distrito de São Caetano; e em 1934, é criado o distrito de Mauá.
Em 1938, o interventor federal Ademar de Barros determina, pelo Decreto nº 9.775 de 30/11/38, que o Distrito de Santo André passa a ser a sede do município, e não mais a vila de São Bernardo, o que se justificaria pela maior prosperidade do Distrito de Santo André, em virtude da proximidade com a ferrovia. O próprio nome do município é alterado para Santo André e a antiga sede municipal passa a ser considerada como o Distrito de São Bernardo.

## História

### Aldeamento
A origem da cidade remonta 8 de abril de 1553, quando é oficializada a Vila de Santo André da Borda do Campo, fundada pelo português João Ramalho, junto a seu sogro Tibiriçá. A Vila foi o primeiro núcleo de povoamento do território brasileiro fora do litoral. 
O povoado enfrentava a oposição e as constantes investidas das nações rivais dos guaianases, notadamente os carijós. Localizada em sítio desfavorável, era difícil de ser protegida e fortificada, o que resultou em diversos "assaltos" perpetrados pelos carijós que colocavam sua existência em risco constante. Além disso, após o estabelecimento do Colégio dos Jesuítas, em Piratininga, a partir de 1554, a Vila, João Ramalho, sua família e seus costumes são alvos constantes dos jesuítas, entre eles Manoel da Nóbrega, que, entre outros, acusava Ramalho de "viver em pecado" ou sob os costumes e regras dos nativos que o cercavam. Chegou a ser alvo de excomunhão (pelo Padre Leonardo Nunes, na Borda do Campo), e, chegou a se casar oficialmente com Bartira segundo a tradição católica romana, tendo esta sido batizada com o nome de Isabel enquanto seu pai, Tibiriçá, recebeu o nome de Martim Afonso. Enfrentando toda a sorte de oposição e de ataques, a Vila conhece seu fim prematuro em 1560, quando por ordem do governador-geral do Brasil é extinta e tem seu pelourinho, população e forais transferidos para o Colégio de Piratininga, situado em local mais propenso a defesa e sob a tutela dos jesuítas, que criticavam a antiga vila também sob o pretexto de que ela era "antro de pecadores".  
Após a transferência da sede da vila, que oficializa a atual Cidade de São Paulo, a região da Borda do Campo vive um período de grande estagnação, sendo convertida em sesmaria, da qual Amador de Medeiros era o provedor. Em 1637, Miguel Aires Maldonado, genro de Amador de Medeiros, doaria a sesmaria aos monges beneditinos do Mosteiro de São Bento, que a transformam em duas grandes fazendas, a de São Caetano e a de São Bernardo.. 
Em 1717, o Abade Frei Bartolomeu da Conceição ordenara a construção de uma capela dedicada a São Bernardo. A fazenda dos monges emprestaria o nome à região, que passaria a ser conhecida como bairro de São Bernardo, da vila de São Paulo. 

### Núcleo Colonial
Em 1877, a já decadente Fazenda de São Bernardo é desapropriada pelo Império, e sedia, de acordo com os planos do então governador da Província de São Paulo, João Teodoro Xavier, um dos núcleos coloniais instalados nas cercanias de São Paulo. Além do Núcleo Colonial de São Bernardo, são criados também os de São Caetano, Glória e Santana. Se inicia assim o estabelecimento das primeiras levas de imigrantes em São Bernardo, notadamente de italianos, especialmente os vênetos, mas também com destaque para os alemães e poloneses. Dos quatro núcleos coloniais estabelecidos, São Bernardo era o maior deles e o que, oficialmente, durou mais tempo. Sua sede foi instalada no antigo casarão que era a residência da fazenda de Francisco Bonilha, o Alferes Bonilha, um dos mais proeminentes e participativos cidadãos do lugar no Século XIX. Entre 1887 e 1891, o núcleo ainda seria ampliado junto as suas "linhas", tais como "Borda do Campo", "São Bernardo Novo", "Galvão Bueno", "Capivary", "Rio dos Meninos", "Jurubatuba", entre outras, a maior parte delas, responsáveis diretas e indiretas pela formação da maioria dos atuais bairros da cidade. Em 1894 e 1897, respectivamente, abrem-se as duas últimas linhas coloniais: Campos Salles e Bernardino de Campos. Em 1898, as linhas mais antigas se emancipam. Em 1902, todas as terras que compunham o núcleo são oficialmente devolvidas ao município, extinguindo-se assim a tutela estadual ou federal sobre o núcleo.  Para efeitos de comparação, até a chegada do núcleo colonial, São Bernardo possuía cerca de 157 moradores. Em 1897, já contava com 2170.

### Freguesia e Município
Em 1812, o Marquês de Alegrete eleva São Bernardo à freguesia do então Município de São Paulo, pela Resolução Régia de 23 de setembro de 1812, abrangendo todas as atuais cidades da Região do Grande ABC. Anos mais tarde, por força da Lei Provincial nº 38, de 12 de março de 1889, São Bernardo adquire o status de vila. Apesar de oficializado ainda durante o Império, o município só é instalado de fato em 1890, já durante o regime republicano, com o nome de São Bernardo.
A abertura da São Paulo Railway, em 1867, ligando São Paulo a Santos, corta todo o território do município de norte a sul. Porém, a estrada de ferro passa longe da sede do município (a atual São Bernardo do Campo). O entorno da estação de São Bernardo (atual Santo André), distante oito quilômetros da sede do município e conhecida por Bairro da Estação, ou "Estação São Bernardo" experimenta um acelerado processo de desenvolvimento a partir da inauguração da ferrovia, assim como os distritos do município servidos por ela: São Caetano, Ribeirão Pires, Pilar (Mauá), Rio Grande (Rio Grande da Serra) e Alto da Serra (Paranapiacaba). A ferrovia desvia o fluxo de cargas entre o interior da província e Santos. São Bernardo, cortada pelo Caminho do Mar, experimenta um longo período de estagnação. Os tropeiros, que antes cortavam o núcleo urbano da cidade diariamente por conta das viagens entre São Paulo e Santos, desaparecem junto a suas tropas de mulas e seus pousos ao longo do caminho. Já os distritos cortados pela ferrovia, florescem e se industrializam rapidamente, principalmente a partir do final do século XIX e início do século XX.
Ao longo dos anos, o desenvolvimento trazido pela SPR impulsiona estes locais, o que leva a administração do município a criar vários distritos em São Bernardo, os quais dariam origem a atuais cidades da região. Em 1896 é criado o Distrito de Paz de Ribeirão Pires e em 1907 é criado o Distrito de Paz de Paranapiacaba, ambos no município de São Bernardo.

### Rebaixamento
Por força da Lei nº 1.222-A, de 14 de dezembro de 1910, é criado o Distrito de Paz de Santo André, compreendendo o Bairro da Estação. Em 1916 é criado o Distrito de Paz de São Caetano e em 1934, é criado o Distrito de Paz de Mauá.
Em 1938, em pleno regime ditatorial da era Vargas, o interventor federal Ademar de Barros determina, pelo Decreto nº 9.775, de 30 de novembro de 1938, que o distrito de Santo André passa a ser a sede do município, e não mais a Vila de São Bernardo, o que se justificaria pela maior prosperidade do núcleo/distrito de Santo André, em virtude da proximidade com a ferrovia. O próprio nome do município é alterado para Santo André. A antiga sede municipal, emancipada desde 1889, passa a ser considerada como o Distrito de São Bernardo parte, agora, de Santo André.
A partir deste rebaixamento político-administrativo, moradores do então distrito de São Bernardo fundam a "Associação Amigos de São Bernardo" com o objetivo de recuperar a autonomia do município, conquistada em 30 de novembro de 1944 (Decreto-Lei nº 14.334, de 30 de novembro de 1944 ) e oficializada em 1° de Janeiro de 1945, com a instalação do município de São Bernardo do Campo, desmembrado de Santo André, tendo como primeiro prefeito Wallace Cochrane Simonsen, presidente da associação que almejava a recuperação da autonomia.